# Alfred-Robert Simonis
Alfred-Robert Simonis (n. 4 ianuarie 1985, Timișoara, România) este un politician român, născut în județul Timiș, membru al Partidului Social Democrat, deputat ales în 2016 și 2020 din partea PSD. Este căsătorit și are doi copii.     

## Cariera politică
Membru al Partidului Social Democrat, Alfred-Robert Simonis și-a început cariera politică ocupând, în perioada 2006-2010, funcția de președinte al Tineretului Social Democrat (TSD) Timișoara.
Între anii 2010- 2019 a fost președinte al Tineretului Social Democrat (TSD) Timiș și vicepreședinte al organizației județene PSD Timiș, iar în octombrie 2019 a ocupat funcția de președinte interimar al Tineretului Social Democrat - România.
Din martie până în decembrie 2019 a fost președinte executiv al Organizației județene PSD Timiș, iar din decembrie 2019 este președinte al Organizației județene PSD Timiș. 
Timp de patru ani, între 2012-2016, a fost consilier local al Municipiului Timișoara. 
La alegerile parlamentare din anul 2016, Alfred-Robert Simonis a câștigat primul mandat de deputat PSD (circumscripția electorală nr. 37 - Timiș), fiind reales pentru al doilea mandat în anul 2020.
Din februarie 2019 până în iunie 2023 a ocupat funcția de lider al Grupului parlamentar al PSD din Camera Deputaților.

## Educație și formare
Alfred-Robert Simonis este jurist, absolvent al Facultății de Drept din cadrul Universității Tibiscus din Timișoara, ale cărei cursuri le-a urmat în perioada 2005 - 2009. În anul 2017, acesta s-a specializat în ”Securitate și bună guvernare”, în cadrul cursului de perfecționare organizat de Colegiul Național de Apărare. În același an a urmat și modulul de ”Politică externă și diplomație”, organizat de Institutul Diplomatic Român.  